# Jeux de la Micronésie de 2002
Navigation
Koror 1998 Saipan 2006
Les 5es Jeux de la Micronésie, organisés par le Comité d'organisation des Jeux de la Micronésie de Pohnpei ont eu lieu du 21 au 31 juillet 2002, sur l'île de Île de Pohnpei dans l'État de Pohnpei aux États fédérés de Micronésie. Les jeux de 2002 sont les premiers organisés par Pohnpei.

## Organisation
Le comité d'organisation a son siège au bureau du gouverneur de Pohnpei Jack E. Yakana. Il est composé de vingt-deux membres dont onze dirigent un des sous-comités : Hébergement et transport, accréditations et site internet, collecte de fonds, repas et divertissements, médias et diffusion, médical, programme et horaires, protocole, sécurité, compétitions sportives, maintenance des infrastructures.
Le Village des Jeux accueille les athlètes et les autres membres des délégations entre le 18 juillet et le 2 août pour une somme forfaitaire quotidienne de 20 $ par personne.

## Délégations participantes
Les participants à cette compétition sont deux territoires organisés non incorporés des États-Unis, Guam et les Îles Mariannes du Nord, trois pays souverains, les îles Marshall, les Palaos et les Kiribati, et les quatre États constitutifs des États fédérés de Micronésie, Chuuk, Pohnpei, Kosrae et Yap, qui concourent séparément.
La délégation de Guam, vêtue de bleu marine et de rouge, compte 153 athlètes dont quatorze des deux sexes inscrits en athlétisme, sept nageurs et nageuses, neuf tennismen et tenniswomen, onze pagayeurs, cinq pêcheurs, deux haltérophiles et quatre lutteurs, une équipe de baseball masculine, des équipes féminines et masculines de basketball, de softball et de volley-ball. Ils sont encadrés par trente entraîneurs.
La délégation des Kiribati, habillée de rouge et bleu, est la moins nombreuse des Jeux puisqu'elle ne comporte que neuf athlètes inscrits pour quatre d'entre eux en athlétisme, pour quatre autres en tennis et pour le dernier en haltérophilie. Trois entraîneurs les accompagnent.
La délégation de Chuuk est composée de 98 athlètes dont vingt-neuf participent en athlétisme et cinq hommes en tennis. Elle compte également une équipe de baseball, des équipes féminines et masculines de basketball et de volley-ball. Dix-sept entraîneurs encadrent les sportifs. La tenue des athlètes est verte.
Les 99 sportifs de la délégation de Kosrae, accompagnés de dix-huit entraîneurs, sont porteurs de tenues bordeaux. Quatre femmes sont inscrites en athlétisme, neuf hommes en course de va'a, trois en lutte, deux en micronesian all around et trois en pêche sous-marine, six femmes et hommes en haltérophilie et neuf en tennis, des équipes masculines en baseball, basketball et baseball, une équipe féminine en volley-ball,.
L'État de Yap envoie un total de 103 athlètes, vêtus de blanc, dont dix-sept en athlétisme, quatorze en course de va'a, dix en haltérophilie, sept en lutte, trois en tennis, trois en pêche, une équipe masculine de basketball, une équipe féminine de softball, des équipes masculines et féminines de volley-ball. Dix-sept entraîneurs sont également présents,.
La tenue des athlètes de Pohnpei est bleu roi. Les sportifs des Îles Marshall arborent des vêtements bleu marine et orange, des îles Mariannes du Nord bleu océan et blanc. Les paluans ont une tenue jaune d'or et bleue.
Les délégations des Palaos et de Pohnpei sont les seules à avoir inscrit des athlètes féminins et masculins dans toutes les compétitions.
| Délégation             | Délégation             | Délégation | Chuuk | Chuuk | Guam | Guam | Îles Mariannes du Nord | Îles Mariannes du Nord | Kiribati | Kiribati | Kosrae | Kosrae | Îles Marshall | Îles Marshall | Palaos | Palaos | Pohnpei | Pohnpei | Yap | Yap |
| Sexe                   | Sexe                   | Sexe       | F     | H     | F    | H    | F                      | H                      | F        | H        | F      | H      | F             | H             | F      | H      | F       | H       | F   | H   |
| ---------------------- | ---------------------- | ---------- | ----- | ----- | ---- | ---- | ---------------------- | ---------------------- | -------- | -------- | ------ | ------ | ------------- | ------------- | ------ | ------ | ------- | ------- | --- | --- |
| Athlétisme             | Athlétisme             |            | X     | X     | X    | X    | X                      | X                      | X        | X        | X      |        | X             | X             | X      | X      | X       | X       | X   | X   |
| Baseball               | Baseball               |            |       | X     |      | X    |                        | X                      |          |          |        | X      |               |               |        | X      |         | X       |     |     |
| Basketball             | Basketball             |            | X     | X     | X    | X    |                        | X                      |          |          |        | X      | X             | X             | X      | X      | X       | X       |     | X   |
| Haltérophilie          | Haltérophilie          |            |       |       |      |      | X                      | X                      |          | X        | X      | X      | X             | X             | X      | X      | X       | X       | X   | X   |
| Lutte                  | Lutte                  |            |       |       |      | X    |                        | X                      |          |          |        | X      |               | X             |        | X      |         | X       |     | X   |
| Micronesian all around | Micronesian all around |            |       |       |      |      |                        |                        |          |          |        | X      |               | X             | X      | X      | X       | X       |     |     |
| Natation               | Natation               |            |       |       | X    | X    | X                      | X                      |          |          |        |        | X             | X             | X      | X      | X       | X       |     |     |
| Pêche sous-marine      | Pêche sous-marine      |            |       |       |      | X    |                        | X                      |          |          |        | X      |               | X             |        | X      |         | X       |     | X   |
| Softball               | Softball               |            |       |       | X    | X    | X                      | X                      |          |          |        |        | X             | X             | X      | X      | X       | X       | X   | X   |
| Tennis                 | Tennis                 |            |       | X     | X    | X    | X                      | X                      | X        | X        | X      | X      | X             | X             | X      | X      | X       | X       | X   | X   |
| Va'a                   | Va'a                   |            |       |       |      | X    | X                      | X                      |          |          |        | X      | X             |               | X      | X      | X       | X       | X   | X   |
| Volleyball             | Volleyball             |            | X     | X     | X    | X    | X                      |                        |          |          | X      |        | X             |               | X      | X      | X       | X       | X   | X   |
| Total                  | Total                  | Total      | 3     | 5     | 6    | 10   | 7                      | 10                     | 2        | 3        | 4      | 8      | 7             | 8             | 9      | 12     | 9       | 12      | 6   | 9   |

## Compétition

### Sports au programme
Treize sports sont au programme de ces jeux : l’athlétisme, le baseball, le basketball, la lutte, l'haltérophilie, le Micronesian all around, la natation, la pêche sous-marine, le softball balle rapide pour les hommes et balle lente pour les femmes, le tennis, le tennis de table, le volley-ball, la course de Va'a.

### Calendrier
Les Jeux se tiennent du 21 au 31 juillet 2002. La cérémonie d'ouverture a lieu le 21 juillet et la cérémonie de clôture le 31 juillet,. Le Pohnpéien et ancien olympien Elias Rodriguez allume la torche signifiant le début des Jeux. Aucune compétition n'a lieu le dimanche 28 juillet.
|  | Cérémonies |  | Jour de compétition |  | Jour de finale |

| Juillet 2002           | Juillet 2002 | Juillet 2002 | 21 | 22 | 23 | 24 | 25 | 26 | 27 | 28 | 29 | 30 | 31 |
| ---------------------- | ------------ | ------------ | -- | -- | -- | -- | -- | -- | -- | -- | -- | -- | -- |
| Cérémonies             | Cérémonies   |              | O  |    |    |    |    |    |    |    |    |    | C  |
| Athlétisme             |              |              |    |    |    |    |    |    |    |    |    |    |    |
| Baseball               |              |              |    |    |    |    |    |    |    |    |    |    |    |
| Basketball             |              |              |    |    |    |    |    |    |    |    |    |    |    |
| Haltérophilie          |              |              |    |    |    |    |    |    |    |    |    |    |    |
| Lutte                  |              |              |    |    |    |    |    |    |    |    |    |    |    |
| Micronesian all around |              |              |    |    |    |    |    |    |    |    |    |    |    |
| Natation               |              |              |    |    |    |    |    |    |    |    |    |    |    |
| Pêche sous-marine      |              |              |    |    |    |    |    |    |    |    |    |    |    |
| Softball               |              |              |    |    |    |    |    |    |    |    |    |    |    |
| Tennis                 |              |              |    |    |    |    |    |    |    |    |    |    |    |
| Va'a                   |              |              |    |    |    |    |    |    |    |    |    |    |    |
| Volleyball             |              |              |    |    |    |    |    |    |    |    |    |    |    |
| Juillet 2014           | Juillet 2014 | Juillet 2014 | 21 | 22 | 23 | 24 | 25 | 26 | 27 | 28 | 29 | 30 | 31 |

|  | Cérémonies |  | Jour de compétition |  | Jour de finale |

### Tableau des médailles
Palaos est le territoire qui remporte le plus de médailles avec 71 médailles dont 23 en or. Les Îles Mariannes du Nord sont premières au tableau des médailles avec 24 médailles d'or.
| Rang  | Nation                 | Or  | Argent | Bronze | Total |
| ----- | ---------------------- | --- | ------ | ------ | ----- |
| 1     | Îles Mariannes du Nord | 24  | 26     | 17     | 67    |
| 2     | Palaos                 | 23  | 28     | 20     | 71    |
| 3     | Guam                   | 20  | 14     | 15     | 49    |
| 4     | Pohnpei                | 16  | 20     | 28     | 64    |
| 5     | Îles Marshall          | 11  | 14     | 11     | 36    |
| 6     | Yap                    | 11  | 11     | 6      | 28    |
| 7     | Chuuk                  | 10  | 3      | 10     | 23    |
| 8     | Kosrae                 | 8   | 2      | 5      | 15    |
| 9     | Kiribati               | 1   | 2      | 1      | 4     |
| Total | Total                  | 124 | 120    | 113    | 357   |

### Athlétisme
Les épreuves d'athlétisme ont lieu du 22 au 26 juillet. Les femmes participent à seize épreuves et les hommes à dix-neuf.
- Femmes

Les meilleures performances des Jeux (RJ = Record des Jeux) ont été battues sur le 3 000 m, relais 4 × 100 m, lancer du poids, lancer du disque et pentathlon féminins. Lors de ces Jeux, le 100 m haies remplace le triple saut.
| Épreuves          | Or                                                                          | Argent                                       | Bronze                                          |
| 100 m             | Ngerak Florencio Palaos 13 s 24                                             | Imengel Louch Palaos 13 s 34                 | Angie Nedelec Chuuk 13 s 35                     |
| 200 m             | Angie Nedelec Chuuk 27 s 63                                                 | Ngerak Florencio Palaos 27 s 65              | Desiree Craggette Guam 27 s 81                  |
| 400 m             | Ngerak Florencio Palaos 1 min 4 s 94                                        | Vangie Mercado Pohnpei 1 min 5 s 61          | Kiumy Kapier Chuuk 1 min 8 s 43                 |
| 800 m             | Vanity Kouch Chuuk 2 min 36 s 76                                            | Avon Grace Mazo Palaos 2 min 37 s 92         | Sharon Truce Palaos 2 min 39 s 05               |
| 1 500 m           | Jaceleen Pluhs Pohnpei 5 min 26 s 15                                        | Atrian Ladore Pohnpei 5 min 36 s 07          | Vanity Kouch Chuuk 5 min 46 s 79                |
| 3 000 m           | Atrian Ladore Pohnpei 11 min 52 s 84 RJ                                     | Corason Kanas Chuuk 12 min 19 s 04           | Erne Jansou Chuuk 12 min 32 s 96                |
| 10 000 m          | Kamila Lainos Pohnpei 51 min 52 s 76                                        | Miuleen Pluhs Pohnpei 52 min 21 s 82         | Sylvia Minoske Pohnpei 55 min 14 s 32           |
| 100 m haies       | Mihter Wendolin Pohnpei 21 s 47                                             | —                                            | —                                               |
| 4 × 100 m         | Regina Shotaro, Twinsanne Sam, Kiumy Kapier, Angie Nedelec Chuuk 52 s 23 RJ | Pohnpei 55 s 82                              | Îles Marshall 59 s 28                           |
| 4 × 400 m         | Palaos 4 min 27 s 02                                                        | Chuuk 4 min 31 s 06                          | Pohnpei 4 min 36 s 32                           |
| Saut en hauteur   | Barbara Gbewonyo Palaos 1,41 m                                              | Carrissa Dkar Subris Palaos 1,41 m           | Kimaia Dan Murdoch Kiribati 1,38 m              |
| Saut en longueur  | Angie Nedelec Chuuk 4,82 m                                                  | Desiree Craggette Guam 4,66 m                | Mihter Wendolin Pohnpei 4,60 m                  |
| Lancer du poids   | Schola Fathaangin Yap 10,89 m RJ                                            | Chandis Cooper Palaos 10,85 m                | Melanie Nestor Palaos 10,16 m                   |
| Lancer du disque  | Dolores Rangamar Îles Mariannes du Nord 31,69 m RJ                          | Schola Fathaangin Yap 31,48 m                | Vanessa Mobel Îles Mariannes du Nord 30,00 m    |
| Lancer du javelot | Schola Fathaangin Yap 32,83 m                                               | Vanessa Mobel Îles Mariannes du Nord 31,86 m | —                                               |
| Pentathlon        | Maleah Umerang Tengadik Palaos 2 112 points RJ                              | Jewel Mangham Palaos 1 974 points            | Julie Tokyo Îles Mariannes du Nord 1 910 points |

- Hommes

Les meilleures performances des Jeux (RJ = Record des Jeux) ont été battues sur les 100 m, 200 m, 400 m, 1 500 m, 5 000 m, 110 m haies et relais 4 × 400 m masculins. Le semi-marathon, le 110 m haies et le 400 m haies sont présents pour la première fois.
| Épreuves          | Or                                                                                  | Argent                                       | Bronze                                 |
| 100 m             | John Howard Chuuk 10 s 88 RJ                                                        | Jack Howard Chuuk 11 s 01                    | Christopher Adolf Palaos 11 s 01       |
| 200 m             | John Howard Chuuk 22 s 15 RJ                                                        | Roman Cress Îles Marshall 22 s 43            | Christopher Adolf Palaos 22 s 47       |
| 400 m             | Jack Howard Chuuk 50 s 22 RJ                                                        | Richard Falan Yap 50 s 71                    | Russell Ward Roman Palaos 51 s 04      |
| 800 m             | Neil Weare Guam 1 min 59 s 64                                                       | Cornelio Ardos Pohnpei 2 min 1 s 95          | Russell Ward Roman Palaos 2 min 4 s 39 |
| 1 500 m           | Neil Weare Guam 4 min 13 s 58 RJ                                                    | Salv Delos Santos Pohnpei 4 min 26 s 59      | Arno Farek Chuuk 4 min 28 s 27         |
| 5 000 m           | Neil Weare Guam 16 min 2 s 73 RJ                                                    | Pablo Cercenia Guam 17 min 33 s 82           | Cheroky Hartman Chuuk 18 min 9 s 24    |
| 10 000 m          | Neil Weare Guam 42 min 28 s 95                                                      | Enrich Hauk Chuuk 42 min 34 s 84             | Allen David Yap 42 min 36 s 06         |
| Semi-marathon     | Neil Weare Guam 1 h 20 min 1 s                                                      | Rendelius Germinaro Pohnpei 1 h 23 min 8 s   | Pablo Cercenia Guam 1 h 26 min 57 s    |
| 110 m haies       | Isaac Saimon Pohnpei 16 s 06 RJ                                                     | Erwin Alex Pohnpei 16 s 60                   | Ricky Shorey Chuuk 17 s 10             |
| 400 m haies       | Ronny Ifamilik Pohnpei 57 s 36                                                      | Shane Ogumoro Îles Mariannes du Nord 59 s 89 | Samuel Anson Pohnpei 61 s 40           |
| 4 × 100 m         | Chuuk 43 s 23                                                                       | Palaos 43 s 60                               | Pohnpei 44 s 31                        |
| 4 × 400 m         | John Howard, Jack Howard, Keitani Graham, Peter Donis Rudolf Chuuk 3 min 25 s 49 RJ | Palaos 3 min 27 s 56                         | Pohnpei 3 min 34 s 14                  |
| Saut en hauteur   | Donovan Helvey Palaos 1,71 m                                                        | Steven Chomyed Yap 1,68 m                    | Richard Falan Yap 1,60 m               |
| Saut en longueur  | Christopher Adolf Palaos 6,35 m                                                     | Taia Maerennang Kiribati 6,09 m              | Cornelio Ardos Pohnpei 6,05 m          |
| Triple saut       | McKnight McArthur Palaos 12,78 m                                                    | Taia Maerennang Kiribati 12,62 m             | Robert Goronfich Yap 12,50 m           |
| Lancer du poids   | Rais Aho Îles Marshall 12,70 m                                                      | Ram Ramngen Sulog Yap 11,47 m                | Ruken Inegaw Chuuk 10,94 m             |
| Lancer du disque  | Clayton Maluwelgiye Yap 35,66 m                                                     | Rais Aho Îles Marshall 32,83 m               | Jersey Iyar Palaos 31,22 m             |
| Lancer du javelot | Clayton Maluwelgiye Yap 55,00 m                                                     | Jersey Iyar Palaos 49,64 m                   | Christopher Kitalong Palaos 48,03 m    |
| Pentathlon        | Keitani Graham Chuuk 2 702 points                                                   | Christopher Kitalong Palaos 2 670 points     | McKnight McArthur Palaos 2 651 points  |

### Baseball
Le premier tour de la compétition de baseball, exclusivement masculine, a lieu du 22 au 26 juillet. Les matchs pour les médailles se déroulent le 29 juillet. Le règlement spécifie que les équipes de baseball ne peuvent avoir qu'un maximum de vingt-et-un joueurs. Guam remporte la compétition après avoir gagné tous ses matchs.
- Premier tour

La cinquième journée de matchs n'a pas été organisée.
| Résultats              | Guam | Îles Mariannes du Nord | Palaos | Pohnpei | Chuuk | Kosrae |
| Guam                   |      | 5-3                    | 5-3    |         | 14-4  | 14-4   |
| Îles Mariannes du Nord |      |                        | 8-5    | 5-3     | 6-4   |        |
| Palaos                 |      |                        |        | 5-3     |       | 15-9   |
| Pohnpei                |      |                        |        |         | 12-2  | 5-4    |
| Chuuk                  |      |                        |        |         |       | 7-6    |
| Kosrae                 |      |                        |        |         |       |        |

| Pl. | Équipe                 | J | P | V | D | PP | PC | D   |
| --- | ---------------------- | - | - | - | - | -- | -- | --- |
| 1   | Guam                   | 4 | 8 | 4 | 0 | 38 | 14 | +24 |
| 2   | Îles Mariannes du Nord | 4 | 6 | 3 | 1 | 22 | 17 | +5  |
| 3   | Palaos                 | 4 | 4 | 2 | 2 | 28 | 25 | +3  |
| 4   | Pohnpei                | 4 | 4 | 2 | 2 | 23 | 16 | +7  |
| 5   | Chuuk                  | 4 | 2 | 1 | 3 | 17 | 38 | -21 |
| 6   | Kosrae                 | 4 | 0 | 0 | 4 | 23 | 41 | -18 |

- Matchs pour les médailles

Le classement du premier tour conditionne les rencontres du second tour et l'accès aux médailles. Les troisième et quatrième se disputent la médaille de bronze et les premier et deuxième la médaille d'or.
Match pour la médaille de bronze
| 29 juillet 2002 | Palaos | 3-2 | Pohnpei |  |  |
|                 |        |     |         |  |  |

Match pour la médaille d'or
| 29 juillet 2002 | Guam | 14-5 | Îles Mariannes du Nord |  |  |
|                 |      |      |                        |  |  |

### Basketball
Le premier tour de la compétition de basketball a lieu du 22 au 27 et le 29 juillet. Les matchs pour les médailles se déroulent le 30 juillet. Le règlement spécifie que les équipes de basketball ne peuvent avoir qu'un maximum de douze joueurs.
- Femmes

Palaos remporte la compétition en restant invaincu
- - Phase de groupe

| Résultats (dom.\ext.) | Palaos | Îles Marshall | Guam  | Pohnpei | Chuuk |
| Palaos                |        | 70-46         | 58-46 | 83-44   | 64-25 |
| Îles Marshall         |        |               | 51-41 | 73-61   | 69-43 |
| Guam                  |        |               |       | 79-37   | 69-9  |
| Pohnpei               |        |               |       |         | 68-51 |
| Chuuk                 |        |               |       |         |       |

| Pl. | Équipe        | J | V | D | P   | C   | D    |
| --- | ------------- | - | - | - | --- | --- | ---- |
| 1   | Palaos        | 4 | 4 | 0 | 275 | 161 | +114 |
| 2   | Îles Marshall | 4 | 3 | 1 | 239 | 215 | +24  |
| 3   | Guam          | 4 | 2 | 2 | 235 | 155 | +80  |
| 4   | Pohnpei       | 4 | 1 | 3 | 203 | 293 | -90  |
| 5   | Chuuk         | 4 | 0 | 4 | 135 | 263 | -128 |

- - Matchs pour les médailles

Le classement du premier tour conditionne les rencontres du second tour et l'accès aux médailles. Les troisième et quatrième se disputent la médaille de bronze et les premier et deuxième la médaille d'or.
Match pour la médaille de bronze
| 30 juillet 2002 | Guam | 85-49 | Pohnpei |  |  |
|                 |      |       |         |  |  |

Match pour la médaille d'or
| 30 juillet 2002 | Palaos | 75-60 | Îles Marshall |  |  |
|                 |        |       |               |  |  |

- Hommes

Guam remporte la compétition en restant invaincu.
- - Phase de groupe

| Résultats (dom.\ext.)  | Guam | Kosrae | Îles Marshall | Pohnpei | Palaos | Îles Mariannes du Nord | Yap    | Chuuk  |
| Guam                   |      | 92-58  | 104-70        | 101-64  | 119-62 | 96-64                  | 107-61 | 102-72 |
| Kosrae                 |      |        | 68-66         | 72-60   | 93-57  | 89-79                  | 70-36  | 76-58  |
| Îles Marshall          |      |        |               | 90-82   | 74-75  | 88-71                  | 63-60  | 108-68 |
| Pohnpei                |      |        |               |         | 67-61  | 97-83                  | 105-82 | 94-85  |
| Palaos                 |      |        |               |         |        | 79-65                  | 89-74  | 90-66  |
| Îles Mariannes du Nord |      |        |               |         |        |                        | 66-76  | 88-79  |
| Yap                    |      |        |               |         |        |                        |        | 62-71  |
| Chuuk                  |      |        |               |         |        |                        |        |        |

| Pl. | Équipe                 | J | V | D | P   | C   | D    |
| --- | ---------------------- | - | - | - | --- | --- | ---- |
| 1   | Guam                   | 7 | 7 | 0 | 721 | 451 | +270 |
| 2   | Kosrae                 | 7 | 6 | 1 | 526 | 448 | +78  |
| 3   | Îles Marshall          | 7 | 4 | 3 | 559 | 528 | +31  |
| 4   | Pohnpei                | 7 | 4 | 3 | 569 | 574 | -5   |
| 5   | Palaos                 | 7 | 4 | 3 | 513 | 558 | -45  |
| 6   | Îles Mariannes du Nord | 7 | 1 | 6 | 516 | 604 | -88  |
| 7   | Yap                    | 7 | 1 | 6 | 451 | 571 | -120 |
| 8   | Chuuk                  | 7 | 1 | 6 | 499 | 620 | -121 |

- - Matchs pour les médailles

Le classement du premier tour conditionne les rencontres du second tour et l'accès aux médailles. Les troisième et quatrième se disputent la médaille de bronze et les premier et deuxième la médaille d'or.
Match pour la médaille de bronze
| 30 juillet 2002 | Îles Marshall | 101-80 | Pohnpei |  |  |
|                 |               |        |         |  |  |

Match pour la médaille d'or
| 30 juillet 2002 | Guam | 77-66 | Kosrae |  |  |
|                 |      |       |        |  |  |

### Haltérophilie
Les épreuves d'haltérophilie se tiennent les 23 et 24 juillet. Elles ont rassemblé vingt-huit hommes et onze femmes. Kosrae remporte cinq médailles d'or et une de bronze devant Yap avec quatre médailles en or et trois en argent.
- Femmes

|        | Concurrente                             | Arraché | Épaulé-jeté | Total    |
| 48 kg  |                                         |         |             |          |
| Or     | Jemie Ruthin Yap                        | 45 kg   | 62,5 kg     | 107,5 kg |
| 53 kg  |                                         |         |             |          |
| Or     | Alexandra Patris Palaos                 | 42,5 kg | 55 kg       | 97,5 kg  |
| Argent | Mendilla Horong Yap                     | 37,5 kg | 45 kg       | 82,5 kg  |
| 58 kg  |                                         |         |             |          |
| Or     | Shra Tulensru Kosrae                    | 57,5 kg | 70 kg       | 127,5 kg |
| Argent | Alexandra Patris Palaos                 | 50 kg   | 70 kg       | 120 kg   |
| 63 kg  |                                         |         |             |          |
| Or     | Adriana Lighor Pohnpei                  | 55 kg   | 62,5 kg     | 117,5 kg |
| Argent | Jonalynn Camacho Îles Mariannes du Nord | 35 kg   | 52,5 kg     | 87,5 kg  |
| 69 kg  |                                         |         |             |          |
| Or     | Loryann Benardo Palaos                  | 45 kg   | 60 kg       | 105 kg   |
| Argent | Lyla Lemari Îles Marshall               | 25 kg   | 32,5 kg     | 57,5 kg  |
| 75 kg  |                                         |         |             |          |
| Or     | Senelee Wakuk Kosrae                    | 55 kg   | 80 kg       | 135 kg   |
| +75 kg |                                         |         |             |          |
| Or     | Meriley Nena Kosrae                     | 65 kg   | 80 kg       | 145 kg   |

- Hommes

| Épreuve     | Or                        | Or       | Argent                         | Argent   | Bronze                             | Bronze   |
| 56 kg       | 56 kg                     | 56 kg    | 56 kg                          | 56 kg    | 56 kg                              | 56 kg    |
| ----------- | ------------------------- | -------- | ------------------------------ | -------- | ---------------------------------- | -------- |
| Arraché     | Smiley Dorres Pohnpei     | 77,5 kg  | Joverly Obet Kosrae            | 75 kg    | —                                  |          |
| Épaulé-jeté | Joverly Obet Kosrae       | 100 kg   | —                              |          | —                                  |          |
| Total       | Joverly Obet Kosrae       | 175 kg   | —                              |          | —                                  |          |
| 62 kg       |                           |          |                                |          |                                    |          |
| Arraché     | Manuel Minginfel Yap      | 115 kg   | Romeo Samuel Pohnpei           | 67,5 kg  | Juan Castro Îles Mariannes du Nord | 67,5 kg  |
| Épaulé-jeté | Manuel Minginfel Yap      | 155 kg   | Romeo Samuel Pohnpei           | 90 kg    | Juan Castro Îles Mariannes du Nord | 80 kg    |
| Total       | Manuel Minginfel Yap      | 270 kg   | Romeo Samuel Pohnpei           | 157,5 kg | Juan Castro Îles Mariannes du Nord | 147,5 kg |
| 69 kg       |                           |          |                                |          |                                    |          |
| Arraché     | Harvey Tulensru Kosrae    | 95 kg    | Jonothan Marmar Yap            | 90 kg    | Jose Demeterio Guam                | 75 kg    |
| Épaulé-jeté | Harvey Tulensru Kosrae    | 150 kg   | Jonothan Marmar Yap            | 120 kg   | Jose Demeterio Guam                | 100 kg   |
| Total       | Harvey Tulensru Kosrae    | 245 kg   | Jonothan Marmar Yap            | 210 kg   | Jose Demeterio Guam                | 175 kg   |
| 77 kg       |                           |          |                                |          |                                    |          |
| Arraché     | Keukeu Tiva Kiribati      | 117,5 kg | Benedictus Augustine Pohnpei   | 100 kg   | Ason Tulensru Kosrae               | 97,5 kg  |
| Épaulé-jeté | Keukeu Tiva Kiribati      | 160 kg   | Edgar Molinos Guam             | 130 kg   | Benedictus Augustine Pohnpei       | 127,5 kg |
| Total       | Keukeu Tiva Kiribati      | 277,5 kg | Benedictus Augustine Pohnpei   | 227,5 kg | Ason Tulensru Kosrae               | 225 kg   |
| 85 kg       |                           |          |                                |          |                                    |          |
| Arraché     | John Mario Palaos         | 117,5 kg | Mark Yalguw Yap                | 92,5 kg  | Robi Beaut Îles Marshall           | 87,5 kg  |
| Épaulé-jeté | John Mario Palaos         | 145 kg   | Mark Yalguw Yap                | 115 kg   | Robi Beaut Îles Marshall           | 110 kg   |
| Total       | John Mario Palaos         | 262,5 kg | Mark Yalguw Yap                | 207,5 kg | Robi Beaut Îles Marshall           | 197,5 kg |
| 94 kg       |                           |          |                                |          |                                    |          |
| Arraché     | Bryan Dabugsiy Yap        | 105 kg   | Stevenson Muller Îles Marshall | 90 kg    | Rick Dakanno Pohnpei               | 85 kg    |
| Épaulé-jeté | Bryan Dabugsiy Yap        | 125 kg   | Stevenson Muller Îles Marshall | 120 kg   | Rick Dakanno Pohnpei               | 110 kg   |
| Total       | Bryan Dabugsiy Yap        | 230 kg   | Stevenson Muller Îles Marshall | 210 kg   | Rick Dakanno Pohnpei               | 195 kg   |
| 105 kg      |                           |          |                                |          |                                    |          |
| Arraché     | Hidenori Tanimoto Pohnpei | 117,5 kg | —                              |          | —                                  |          |
| Épaulé-jeté | —                         |          | —                              |          | —                                  |          |
| Total       | —                         |          | —                              |          | —                                  |          |
| +105 kg     |                           |          |                                |          |                                    |          |
| Arraché     | Daniel Ramngen Yap        | 95 kg    | Emerson Nobuo Palaos           | 90 kg    | —                                  |          |
| Épaulé-jeté | Daniel Ramngen Yap        | 130 kg   | Emerson Nobuo Palaos           | 105 kg   | —                                  |          |
| Total       | Daniel Ramngen Yap        | 225 kg   | Emerson Nobuo Palaos           | 195 kg   | —                                  |          |

### Lutte
Les compétitions de lutte sont exclusivement masculines. Celles de lutte gréco-romaine sont organisées le 25 juillet et celle de lutte libre le lendemain.

#### Lutte gréco-romaine
Vingt-neuf lutteurs participent aux compétitions au cours desquels se distinguent les îles Marshall avec deux titres et trois deuxièmes places et les Palaos avec deux médailles d'or et deux médailles d'argent.
| Or                   | Argent                       | Bronze         |
| 55 kg                |                              |                |
| Ngiraibakes Palaos   | Kintaro Îles Marshall        | Nam Yap        |
| 60 kg                |                              |                |
| Tilfas Kosrae        | Imeong Palaos                | Maluchluw Yap  |
| 66 kg                |                              |                |
| Colfax Guam          | Anjaia Îles Marshall         | Mengloi Palaos |
| 74 kg                |                              |                |
| Uwelur Yap           | Kautoa Îles Marshall         | Mike Kosrae    |
| 84 kg                |                              |                |
| Muller Îles Marshall | Ruben Îles Mariannes du Nord | Kugfas Yap     |
| 96 kg                |                              |                |
| Tarkong Palaos       | Cobb Guam                    | Ligor Pohnpei  |
| 120 kg               |                              |                |
| Gum Îles Marshall    | Takawo Palaos                | Killin Kosrae  |

#### Lutte libre
La compétition de lutte libre compte quatre participants.
| Or            | Argent                         | Bronze            |
| Killin Kosrae | Adelbai Îles Mariannes du Nord | Gum Îles Marshall |

### Micronesian all around
La compétition de micronesian all around est organisée sur une seule journée, le 30 juillet.
- Femmes

La compétition féminine rassemble quatre participantes.
| Concurrent,             | Pelage        | Pelage  | Lancer de lance | Lancer de lance | Natation      | Natation | Total   | Médailles |
| Paloma Martin Pohnpei   | 1 min 21 s 55 | 100 pts | 0 pts           | 99 pts          | 2 min 24 s 97 | 100 pts  | 299 pts |           |
| Senrina Hadley Pohnpei  | 1 min 25 s 99 | 99 pts  | 0 pts           | 99 pts          | 2 min 38 s 20 | 99 pts   | 297 pts |           |
| Mary Rose Sekool Palaos | 1 min 39 s 89 | 97 pts  | 1 pts           | 100 pts         | 3 min 3 s 22  | 98 pts   | 295 pts |           |
| Julita Belibei Palaos   | 1 min 31 s 00 | 98 pts  | 1 pts           | 100 pts         | Abandon       | 0 pts    | 198 pts | 4e        |

- Hommes

La compétition masculine rassemble huit participants.
| Concurrent,                       | Montée de cocotier | Montée de cocotier | Pelage        | Pelage  | Lancer de lance | Lancer de lance | Plongée     | Plongée | Natation      | Natation | Total   | Médailles |
| Eugene Alfons Moses Pohnpei       | 1 min 25 s 28      | 100 pts            | 56 s 42       | 100 pts | 1 pts           | 99 pts          | 37 s 68     | 99 pts  | 2 min 0 s 19  | 99 pts   | 497 pts |           |
| Ioanis Araisang Pohnpei           | 5 min 19 s 37      | 96 pts             | 1 min 1 s 79  | 99 pts  | 1 pts           | 99 pts          | 37 s 79     | 98 pts  | 1 min 51 s 6  | 100 pts  | 492 pts |           |
| Baldazar A. Paulino Kosrae        | 2 min 46 s 53      | 99 pts             | 1 min 13 s 79 | 98 pts  | 0 pts           | 98 pts          | 45 s 85     | 96 pts  | 2 min 21 s 56 | 95 pts   | 486 pts |           |
| Herrington Jacklick Îles Marshall | 3 min 42 s 68      | 98 pts             | 1 min 39 s 96 | 94 pts  | 1 pts           | 99 pts          | 51 s 93     | 95 pts  | 2 min 36 s 00 | 94 pts   | 480 pts | 4e        |
| Steven Palaos                     | Disqualifié        | 0 pts              | 1 min 17 s 63 | 97 pts  | 1 pts           | 99 pts          | 37 s 42     | 100 pts | 2 min 6 s 38  | 97 pts   | 393 pts | 5e        |
| Joel J. Andrew Kosrae             | Disqualifié        | 0 pts              | 1 min 28 s 83 | 95 pts  | 2 pts           | 100 pts         | 40 s 22     | 97 pts  | 2 min 3 s 15  | 98 pts   | 390 pts | 6e        |
| Jimmy Clement Îles Marshall       | 3 min 44 s 75      | 97 pts             | 1 min 56 s 86 | 93 pts  | 1 pts           | 99 pts          | Disqualifié | 0 pts   | 2 min 11 s 75 | 96 pts   | 385 pts | 7e        |
| Velastro Palaos                   | Disqualifié        | 0 pts              | 1 min 20 s 91 | 96 pts  | 1 pts           | 99 pts          | Abandon     | 0 pts   | 2 min 58 s 30 | 93 pts   | 288 pts | 8e        |

### Natation
Les épreuves de natation se tiennent les 23, 24, 26, 27 et 29 juillet. Elles consistent en dix-neuf épreuves tant pour les femmes que pour les hommes,,,,.
- Femmes

Les Îles Mariannes du Nord écrasent la compétition avec onze médailles d'or, dix en argent et six en bronze. La nageuse Xenavee Pangelinan remporte à elle seule sept médailles d'or individuelles et trois médailles en relais. Elle bat également les records des Jeux du 100 m nage libre, du 100 m papillon, du 100 m dos, du 200 m papillon, du 200 m dos et du 200 m quatre nage. Elle est désignée meilleure athlète féminine des Jeux.
| Épreuves                      | Or                                                      | Argent                                                 | Bronze                                                |
| 50 m nage libre               | Nicole Hayes Palaos 28 s 53                             | Melissa Coleman Îles Mariannes du Nord 30 s 66         | Rachel Lannen Guam 30 s 81                            |
| 50 m papillon                 | Tracy-Ann Route Pohnpei 32 s 75                         | Angela Hayes Palaos 33 s 13                            | Melissa Coleman Îles Mariannes du Nord 34 s 69        |
| 50 m dos                      | Ola Kaluhiokalani Îles Marshall 37 s 81                 | Sikosang Yobech Palaos 38 s 40                         | Emy-Rose Route Pohnpei 38 s 66                        |
| 50 m brasse                   | Rachel Lannen Guam 37 s 91                              | Minerva Cabrera Îles Mariannes du Nord 39 s 47         | Jessie Brown Îles Marshall 41 s 94                    |
| 100 m nage libre              | Xenavee Pangelinan Îles Mariannes du Nord 1 min 0 s 00  | Nicole Hayes Palaos 1 min 0 s 90                       | Tamiko Winkfield Îles Mariannes du Nord 1 min 4 s 91  |
| 100 m papillon                | Xenavee Pangelinan Îles Mariannes du Nord 1 min 4 s 84  | Nicole Hayes Palaos 1 min 10 s 22                      | Tracy-Ann Route Pohnpei 1 min 14 s 94                 |
| 100 m dos                     | Xenavee Pangelinan Îles Mariannes du Nord 1 min 6 s 68  | Nicole Hayes Palaos 1 min 14 s 75                      | Tracy-Ann Route Pohnpei 1 min 19 s 50                 |
| 100 m brasse                  | Rachel Lannen Guam 1 min 13 s 77                        | Minerva Cabrera Îles Mariannes du Nord 1 min 14 s 15   | Jirn Landa Pohnpei 1 min 15 s 23                      |
| 200 m nage libre              | Nicole Hayes Palaos 2 min 14 s 31                       | Tamiko Winkfield Îles Mariannes du Nord 2 min 15 s 03  | Melissa Coleman Îles Mariannes du Nord 2 min 23 s 53  |
| 200 m papillon                | Xenavee Pangelinan Îles Mariannes du Nord 2 min 22 s 81 | Tamiko Winkfield Îles Mariannes du Nord 2 min 43 s 84  | Tracy-Ann Route Pohnpei 2 min 46 s 65                 |
| 200 m dos                     | Xenavee Pangelinan Îles Mariannes du Nord 2 min 32 s 16 | Tamiko Winkfield Îles Mariannes du Nord 2 min 49 s 19  | Tracy-Ann Route Pohnpei 2 min 55 s 22                 |
| 200 m brasse                  | Rachel Lannen Guam 2 min 59 s 94                        | Minerva Cabrera Îles Mariannes du Nord 3 min 4 s 15    | Lilyjean Asanuma Îles Mariannes du Nord 3 min 17 s 93 |
| 200 m quatre nages            | Xenavee Pangelinan Îles Mariannes du Nord 2 min 24 s 91 | Melissa Coleman Îles Mariannes du Nord 2 min 44 s 35   | Angela Hayes Palaos 2 min 47 s 03                     |
| 400 m nage libre              | Tamiko Winkfield Îles Mariannes du Nord 4 min 48 s 38   | Melissa Coleman Îles Mariannes du Nord 4 min 57 s 59   | Angela Hayes Palaos 5 min 21 s 69                     |
| 400 m quatre nages            | Xenavee Pangelinan Îles Mariannes du Nord 5 min 14 s 84 | Tracy-Ann Route Pohnpei 6 min 19 s 94                  | Lilyjean Asanuma Îles Mariannes du Nord 6 min 24 s 12 |
| 800 m nage libre              | Nicole Hayes Palaos 9 min 59 s 75                       | Tamiko Winkfield Îles Mariannes du Nord 10 min 17 s 43 | Melissa Coleman Îles Mariannes du Nord 10 min 39 s 69 |
| Relais 4 × 100 m nage libre   | Îles Mariannes du Nord 4 min 23 s 50                    | Palaos 4 min 46 s 19                                   | Îles Marshall 4 min 55 s 62                           |
| Relais 4 × 100 m quatre nages | Îles Mariannes du Nord 5 min 2 s 57                     | Palaos 5 min 22 s 97                                   | Pohnpei 5 min 30 s 38                                 |
| Relais 4 × 200 m nage libre   | Îles Mariannes du Nord 9 min 29 s 91                    | Palaos 10 min 29 s 97                                  | Îles Marshall 11 min 2 s 32                           |

- Hommes

Les Îles Mariannes du Nord s'adjugent la majorité des médailles avec douze médailles d'or, neuf en argent et six en bronze. Les nageurs Seung Gin Lee et Dean Palacios gagnent chacun quatre médailles d'or individuelles, trois et deux médailles d'argent et une et trois médailles de bronze.
| Épreuves                      | Or                                                    | Argent                                                 | Bronze                                             |
| 50 m nage libre               | Loren Lindborg Îles Marshall 25 s 13                  | Connor Keith Guam 25 s 44                              | Anderson Ponapart Pohnpei 26 s 09                  |
| 50 m papillon                 | Dean Palacios Îles Mariannes du Nord 27 s 53          | Loren Lindborg Îles Marshall 28 s 04                   | Anderson Ponapart Pohnpei 28 s 28                  |
| 50 m dos                      | Jared Heine Îles Marshall 28 s 22                     | Kin Duenes Guam 30 s 03                                | Seung Gin Lee Îles Mariannes du Nord 30 s 28       |
| 50 m brasse                   | James Route Pohnpei 33 s 35                           | Jeremy Winkfield Îles Mariannes du Nord 33 s 56        | Anderson Ponapart Pohnpei 33 s 91                  |
| 100 m nage libre              | Loren Lindborg Îles Marshall 55 s 66                  | Keith Connor Guam 56 s 00                              | Seung Gin Lee Îles Mariannes du Nord 0 min 56 s 56 |
| 100 m papillon                | Jared Heine Îles Marshall 1 min 0 s 21                | Dean Palacios Îles Mariannes du Nord 1 min 1 s 09      | Carlos Feger Îles Mariannes du Nord 1 min 4 s 85   |
| 100 m dos                     | Jared Heine Îles Marshall 1 min 0 s 28                | Seung Gin Lee Îles Mariannes du Nord 1 min 3 s 32      | Dean Palacios Îles Mariannes du Nord 1 min 4 s 38  |
| 100 m brasse                  | Jeremy Winkfield Îles Mariannes du Nord 1 min 12 s 53 | CJ Aguon Guam 1 min 14 s 90                            | James Route Pohnpei 1 min 17 s 91                  |
| 200 m nage libre              | Dean Palacios Îles Mariannes du Nord 2 min 1 s 62     | Seung Gin Lee Îles Mariannes du Nord 2 min 2 s 00      | Kin Duenes Guam 2 min 2 s 47                       |
| 200 m papillon                | Dean Palacios Îles Mariannes du Nord 2 min 16 s 15    | Carlos Feger Îles Mariannes du Nord 2 min 28 s 25      | Loren Lindborg Îles Marshall 2 min 28 s 97         |
| 200 m dos                     | Jared Heine Îles Marshall 2 min 11 s 53               | Seung Gin Lee Îles Mariannes du Nord 2 min 19 s 68     | Kin Duenes Guam 2 min 26 s 50                      |
| 200 m brasse                  | Dean Palacios Îles Mariannes du Nord 2 min 29 s 07    | Jeremy Winkfield Îles Mariannes du Nord 2 min 40 s 10  | CJ Aguon Guam 2 min 44 s 91                        |
| 200 m quatre nages            | Seung Gin Lee Îles Mariannes du Nord 2 min 14 s 06    | Jared Heine Îles Marshall 2 min 14 s 84                | Dean Palacios Îles Mariannes du Nord 2 min 16 s 72 |
| 400 m nage libre              | Seung Gin Lee Îles Mariannes du Nord 4 min 22 s 40    | Dean Palacios Îles Mariannes du Nord 4 min 26 s 87     | Kin Duenas Guam 4 min 27 s 59                      |
| 400 m quatre nages            | Seung Gin Lee Îles Mariannes du Nord 4 min 46 s 65    | Jared Heine Îles Marshall 4 min 49 s 00                | Dean Palacios Îles Mariannes du Nord 4 min 50 s 72 |
| 1 500 m nage libre            | Seung Gin Lee Îles Mariannes du Nord 17 min 44 s 56   | Jeremy Winkfield Îles Mariannes du Nord 18 min 28 s 16 | Loren Lindborg Îles Marshall 18 min 42 s 56        |
| Relais 4 × 100 m nage libre   | Îles Mariannes du Nord 3 min 52 s 78                  | Îles Marshall 3 min 59 s 72                            | Guam 4 min 0 s 40                                  |
| Relais 4 × 100 m quatre nages | Îles Mariannes du Nord 4 min 17 s 34                  | Guam 4 min 23 s 41                                     | Îles Marshall 4 min 28 s 82                        |
| Relais 4 × 200 m nage libre   | Îles Mariannes du Nord 8 min 38 s 56                  | Guam 8 min 56 s 54                                     | Îles Marshall 8 min 58 s 03                        |

### Pêche sous-marine
La compétition par équipe a lieu le 23 juillet et rassemble sept équipes. L'équipe des Palaos comprenant Keobel Ka Sakuma et Hondrik Rall s'adjuge le titre (61,25 livres) devant Clanton et Palik Mongkeya de Kosrae à égalité avec Kenneth Pier et James Borja de Guam (39,5 livres) pour l'argent et Penandius Adolip et Taylor Paul de Pohnpei (28,25 livres) pour le bronze.
La compétition individuelle se déroule le 24 juillet avec vingt participants inscrits. Elle est remportée par Roberto Cabreza de Guam avec 34,5 livres devant Yoni Hadley de Pohnpei (30,75 livres) et Hendrick Rall (25,25 livres) des Palaos.

### Softball
Les phases de groupe des compétitions de softball se déroulent du 22 au 26 juillet et les phases finales le 29 juillet. Le règlement spécifie que les équipes de softball ne peuvent avoir qu'un maximum de dix-huit joueurs.
- Femmes

L'équipe de Pohnpei remporte la compétition en restant invaincue
- - Phase de groupe

| Résultats (dom.\ext.)  | Pohnpei | Palaos | Guam | Îles Marshall | Îles Mariannes du Nord | Yap  |
| Pohnpei                |         | 6-5    | 12-2 | 14-3          | 15-13                  | 24-5 |
| Palaos                 |         |        | 5-2  | 12-1          | 21-3                   | 11-2 |
| Guam                   |         |        |      | 3-1           | 11-3                   | 15-0 |
| Îles Marshall          |         |        |      |               | 6-3                    | 8-6  |
| Îles Mariannes du Nord |         |        |      |               |                        | 2-0  |
| Yap                    |         |        |      |               |                        |      |

| Pl. | Équipe                 | J | P  | V | D | SP | SC | D   |
| --- | ---------------------- | - | -- | - | - | -- | -- | --- |
| 1   | Pohnpei                | 5 | 10 | 5 | 0 | 71 | 28 | +43 |
| 2   | Palaos                 | 5 | 8  | 4 | 1 | 54 | 14 | +40 |
| 3   | Guam                   | 5 | 6  | 3 | 2 | 33 | 21 | +12 |
| 4   | Îles Marshall          | 5 | 4  | 2 | 3 | 19 | 38 | -19 |
| 5   | Îles Mariannes du Nord | 5 | 2  | 1 | 4 | 24 | 53 | -29 |
| 5   | Yap                    | 5 | 0  | 0 | 5 | 13 | 60 | -47 |

- Phase finale

Lors de la phase finale, l'équipe classée en troisième position lors du premier tour, en l’occurrence Guam, rencontre la quatrième, les Îles Marshall. Le perdant est éliminé et le gagnant rencontre l'équipe défaite lors de la rencontre entre les deux premiers de la phase initiale.
|  | Demi-finales | Demi-finales  | Demi-finales |  |  | Finale pour la 3e place | Finale pour la 3e place | Finale pour la 3e place |  |      | Grande finale | Grande finale | Grande finale |
|  |              |               |              |  |  |                         |                         |                         |  |      |               |               |               |
|  |              |               |              |  |  |                         |                         |                         |  |      |               |               |               |
|  | 1            | Pohnpei       | 6            |  |  |                         |                         |                         |  |      |               |               |               |
|  | 2            | Palaos        | 4            |  |  |                         |                         |                         |  |      |               | Pohnpei       | 8             |
|  |              |               |              |  |  | Guam                    | 6                       |                         |  | Guam | 0             |               |               |
|  |              |               |              |  |  | Palaos                  | 1                       |                         |  |      |               |               |               |
|  | 3            | Guam          | 14           |  |  |                         |                         |                         |  |      |               |               |               |
|  | 4            | Îles Marshall | 2            |  |  |                         |                         |                         |  |      |               |               |               |

- Hommes

L'équipe de Guam remporte la compétition en restant invaincue
- - Phase de groupe

| Résultats (dom.\ext.)  | Guam | Pohnpei | Îles Marshall | Kosrae | Îles Mariannes du Nord | Palaos |
| Guam                   |      | 7-3     | 11-1          | 17-7   | 16-1                   | 19-2   |
| Pohnpei                |      |         | 5-4           | 7-2    | 10-1                   | 17-0   |
| Îles Marshall          |      |         |               | 7-3    | 9-5                    | 4-3    |
| Kosrae                 |      |         |               |        | 6-5                    | 3-4    |
| Îles Mariannes du Nord |      |         |               |        |                        | 2-1    |
| Palaos                 |      |         |               |        |                        |        |

| Pl. | Équipe                 | J | P  | V | D | SP | SC | D   |
| --- | ---------------------- | - | -- | - | - | -- | -- | --- |
| 1   | Guam                   | 5 | 10 | 5 | 0 | 70 | 14 | +56 |
| 2   | Pohnpei                | 5 | 8  | 4 | 1 | 42 | 14 | +28 |
| 3   | Îles Marshall          | 5 | 6  | 3 | 2 | 25 | 27 | -2  |
| 4   | Kosrae                 | 5 | 2  | 1 | 4 | 21 | 40 | -19 |
| 5   | Îles Mariannes du Nord | 5 | 2  | 1 | 4 | 14 | 42 | -28 |
| 5   | Palaos                 | 5 | 2  | 1 | 4 | 10 | 45 | -35 |

- Phase finale

Lors de la phase finale, l'équipe classée en troisième position lors du premier tour, en l’occurrence les Îles Marshall, rencontre la quatrième, Kosrae. Le perdant est éliminé et le gagnant rencontre l'équipe défaite lors de la rencontre entre les deux premiers de la phase initiale.
|  | Demi-finales | Demi-finales  | Demi-finales |  |  | Finale pour la 3e place | Finale pour la 3e place | Finale pour la 3e place |  |         | Grande finale | Grande finale | Grande finale |
|  |              |               |              |  |  |                         |                         |                         |  |         |               |               |               |
|  |              |               |              |  |  |                         |                         |                         |  |         |               |               |               |
|  | 1            | Guam          | 5            |  |  |                         |                         |                         |  |         |               |               |               |
|  | 2            | Pohnpei       | 4            |  |  |                         |                         |                         |  |         |               | Guam          | 9             |
|  |              |               |              |  |  | Pohnpei                 | 9                       |                         |  | Pohnpei | 3             |               |               |
|  |              |               |              |  |  | Kosrae                  | 4                       |                         |  |         |               |               |               |
|  | 3            | Îles Marshall | 6            |  |  |                         |                         |                         |  |         |               |               |               |
|  | 4            | Kosrae        | 7            |  |  |                         |                         |                         |  |         |               |               |               |

### Tennis
Les compétitions par équipe ont lieu du 22 au 24 juillet, celles d'individuelles du 25 au 27 et celles de double les 27, 29 et 30 juillet.
| Épreuves        | Or                                     | Argent                                   | Bronze                                      |
| Femme           | Julie Bollinger Guam                   | Ernestine Rengiil Palaos                 | Patsihpa Neth Guam ou Michelle Pang Pohnpei |
| Homme           | Albert Takakawa Guam                   | Jason Neth Pohnpei                       | Charles Oliver Guam ou A. Debelbot Palaos   |
| Double féminin  | Louisa Aliven, Patsihpa Neth Pohnpei   | Kelsey Isechal, Ernestine Rengiil Palaos | Julia Perez Bollinger, Rasalie Cao Guam     |
| Double masculin | Charles Oliver, Albert Takakuwa Guam   | A. Debelbot, John Michelsen Palaos       | Dion Neth, Jason Neth Pohnpei               |
| Double mixte    | Albert Takakuwa, Michelle Uy Pang Guam | Jason Neth, Patsihpa Neth Pohnpei        | Charles Oliver, Julia Perez Bollinger Guam  |
| Équipe femme    | Guam                                   | Îles Marshall                            | Pohnpei                                     |
| Équipe homme    | Guam                                   | Palaos                                   | Pohnpei                                     |

### Va'a
Les courses de 500 m se déroulent le 26 juillet, celles de 1 500 m le lendemain et celles de 8 miles (environ 12,9 km) le 29 juillet. Les Palaos trustent les podiums avec quatre titres, une deuxième place et une troisième place devant Pohnpei avec deux médailles d'or, deux d'argent et une de bronze,,.
| Épreuves      | Or                     | Argent                               | Bronze                                 |
| 500 m Femme   | Palaos 2 min 19 s 62   | Pohnpei 2 min 24 s 01                | Îles Marshall 2 min 33 s 79            |
| 500 m Homme   | Palaos 1 min 59 s 85   | Yap 2 min 1 s 29                     | Guam 2 min 4 s 01                      |
| 1 500 m Femme | Palaos 8 min 18 s 89   | Pohnpei 8 min 24 s 19                | Îles Mariannes du Nord 9 min 1 s 44    |
| 1 500 m Homme | Palaos 7 min 6 s 23    | Îles Mariannes du Nord 7 min 21 s 83 | Pohnpei 7 min 23 s 81                  |
| 8 miles Femme | Pohnpei 1 h 6 min 57 s | Palaos 1 h 9 min 11 s                | Îles Mariannes du Nord 1 h 12 min 38 s |
| 8 miles Homme | Pohnpei 57 min 54 s    | Yap 58 min 2 s                       | Palaos 58 min 34 s                     |

### Volleyball
Les phases de groupe des compétitions de volleyball ont lieu du 22 au 27 juillet et les matchs pour les médailles le 29 juillet. Le règlement spécifie que les équipes de volley-ball ne peuvent avoir qu'un maximum de douze joueurs.
- Femmes

Le groupe A est remporté par Yap devant Pohnpei. Les deux équipes se qualifient pour la phase finale.
- - Groupe A

| Résultats | Yap | Pohnpei | Palaos | Chuuk |
| Yap       |     | 3-2     | 3-1    | 3-0   |
| Pohnpei   |     |         | 3-1    | 3-0   |
| Palaos    |     |         |        | 3-0   |
| Chuuk     |     |         |        |       |

| Pl. | Équipe  | J | P | V | D | SP | SC | D  |
| --- | ------- | - | - | - | - | -- | -- | -- |
| 1   | Yap     | 3 | 6 | 3 | 0 | 9  | 3  | +6 |
| 2   | Pohnpei | 3 | 4 | 2 | 1 | 8  | 4  | +4 |
| 3   | Palaos  | 3 | 2 | 1 | 2 | 5  | 6  | -1 |
| 4   | Chuuk   | 3 | 0 | 0 | 3 | 0  | 9  | -9 |

- - Groupe B

Le groupe B est remporté par Guam devant Kosrae. Les deux équipes se qualifient pour la phase finale.
| Résultats              | Guam | Kosrae | Îles Marshall | Îles Mariannes du Nord |
| Guam                   |      | 3-0    | 3-1           | 3-0                    |
| Kosrae                 |      |        | 3-0           | 3-0                    |
| Îles Marshall          |      |        |               | 3-1                    |
| Îles Mariannes du Nord |      |        |               |                        |

| Pl. | Équipe                 | J | P | V | D | SP | SC | D  |
| --- | ---------------------- | - | - | - | - | -- | -- | -- |
| 1   | Guam                   | 3 | 6 | 3 | 0 | 9  | 1  | +8 |
| 2   | Kosrae                 | 3 | 4 | 2 | 1 | 6  | 3  | +3 |
| 3   | Îles Marshall          | 3 | 2 | 1 | 2 | 4  | 7  | -3 |
| 4   | Îles Mariannes du Nord | 3 | 0 | 0 | 3 | 1  | 9  | -8 |

- - Phase finale

Le premier de chaque groupe rencontre le deuxième de l'autre groupe. Yap reste invaincu et remporte la compétition.
|  | Demi-finales | Demi-finales |                        |   | Finale | Finale |
|  | Demi-finales | Demi-finales |                        |   | Finale | Finale |
|  |              |              |                        |   |        |        |
|  |              |              |                        |   |        |        |
|  |              |              |                        |   |        |        |
|  | Guam         | 3            |                        |   |        |        |
|  | Guam         | 3            |                        |   |        |        |
|  | Pohnpei      | 1            |                        |   |        |        |
|  | Pohnpei      | 1            | Yap                    | 3 |        |        |
|  |              |              | Yap                    | 3 |        |        |
|  |              | Guam         | 1                      |   |        |        |
|  | Yap          | Guam         | 1                      | 3 |        |        |
|  | Yap          |              |                        | 3 |        |        |
|  | Kosrae       | 0            |                        |   |        |        |
|  | Kosrae       | 0            | Match pour la 3e place |   |        |        |
|  |              |              |                        |   |        |        |
|  |              |              |                        |   |        |        |
|  |              |              |                        |   |        |        |
|  | Pohnpei      | 3            |                        |   |        |        |
|  | Pohnpei      | 3            |                        |   |        |        |
|  | Kosrae       | 1            |                        |   |        |        |
|  | Kosrae       | 1            |                        |   |        |        |

- - Matchs de classement

|  | Cinquième place |   |  |
|  |                 |   |  |
|  | Palaos          | 3 |  |
|  | Îles Marshall   | 0 |  |

|  | Septième place         |   |  |
|  |                        |   |  |
|  | Chuuk                  | 3 |  |
|  | Îles Mariannes du Nord | 0 |  |

- Hommes

La phase de groupe est remportée par Chuuk. Les quatre premières équipes se qualifient pour la phase finale.
- - Phase de groupe

| Résultats | Chuuk | Pohnpei | Guam | Yap | Palaos |
| Chuuk     |       | 3-1     | 3-0  | 3-0 | 3-0    |
| Pohnpei   |       |         | 3-0  | 3-0 | 3-0    |
| Guam      |       |         |      | 3-1 | 3-1    |
| Yap       |       |         |      |     | 3-0    |
| Palaos    |       |         |      |     |        |

| Pl. | Équipe  | J | P | V | D | SP | SC | D   |
| --- | ------- | - | - | - | - | -- | -- | --- |
| 1   | Chuuk   | 4 | 8 | 4 | 0 | 12 | 1  | +11 |
| 2   | Pohnpei | 4 | 6 | 3 | 1 | 10 | 3  | +7  |
| 3   | Guam    | 4 | 4 | 2 | 2 | 6  | 8  | -2  |
| 4   | Yap     | 4 | 2 | 1 | 3 | 4  | 9  | -5  |
| 5   | Palaos  | 4 | 0 | 0 | 4 | 1  | 12 | -11 |

- - Phase finale

Le premier de la phase de groupe rencontre le troisième et le deuxième, le quatrième. Les vainqueurs se rencontrent en finale. Guam remporte le tournoi.
|  | Demi-finales | Demi-finales |                        |   | Finale | Finale |
|  | Demi-finales | Demi-finales |                        |   | Finale | Finale |
|  |              |              |                        |   |        |        |
|  |              |              |                        |   |        |        |
|  |              |              |                        |   |        |        |
|  | Chuuk        | 1            |                        |   |        |        |
|  | Chuuk        | 1            |                        |   |        |        |
|  | Guam         | 3            |                        |   |        |        |
|  | Guam         | 3            | Guam                   | 3 |        |        |
|  |              |              | Guam                   | 3 |        |        |
|  |              | Pohnpei      | 0                      |   |        |        |
|  | Pohnpei      | Pohnpei      | 0                      | 3 |        |        |
|  | Pohnpei      |              |                        | 3 |        |        |
|  | Yap          | 0            |                        |   |        |        |
|  | Yap          | 0            | Match pour la 3e place |   |        |        |
|  |              |              |                        |   |        |        |
|  |              |              |                        |   |        |        |
|  |              |              |                        |   |        |        |
|  | Chuuk        | 3            |                        |   |        |        |
|  | Chuuk        | 3            |                        |   |        |        |
|  | Yap          | 0            |                        |   |        |        |
|  | Yap          | 0            |                        |   |        |        |